# NGC 141
NGC 141 (ook wel PGC 1918 of ZWG 409.27) is een spiraalvormig sterrenstelsel in het sterrenbeeld Vissen.
NGC 141 werd op 29 augustus 1864 ontdekt door de Duitse astronoom Albert Marth.